# It Comes at Night
Pour plus de détails, voir Fiche technique et Distribution.
It Comes at Night ou Lorsque tombe la nuit au Québec est un film d’horreur psychologique américain écrit et réalisé par Trey Edward Shults, sorti en 2017.
Le film se déroule dans un monde apocalyptique. Pour être en sécurité, un père de famille vit reclus avec sa femme et son fils dans leur maison isolée. Un jour, une famille trouve refuge chez eux. Le père les avertit : il ne faut jamais sortir la nuit, pour des raisons de sécurité.
Il est présenté en avant-première mondiale en fin avril 2017 au The Overlook Film Festival à Timberline Lodge à Oregon.

## Synopsis
Une épidémie mortelle et contagieuse a ravagé le monde extérieur. Paul, sa femme Sarah et leur fils Travis se sont isolés chez eux, dans une maison de campagne, pour se protéger du virus et de tout contact humain avec autrui. Quand le père de Sarah, Bud, tombe gravement malade, ils le tuent et brûlent son corps dans une tombe peu profonde. La nuit suivante, ils capturent un inconnu qui s'est introduit chez eux. Paul l'attache à un arbre pour confirmer qu'il n'est pas contaminé. L''homme, Will, déclare à Paul qu'il ignorait que leur maison était occupée et qu'il recherchait seulement de l'eau fraîche pour sa femme et son petit garçon. Will lui propose d'échanger de la nourriture contre un peu d'eau. Sarah suggère à son mari d'abriter Will et sa famille. Elle pense qu'ils pourront mieux se défendre avec eux contre quiconque qui découvrira un jour leur maison. Paul accepte et part avec Will chercher sa famille. Sur le chemin, ils sont tous les deux attaqués par deux hommes. Paul les tue et accuse Will d'avoir monté un piège contre lui. Will le calme en lui annonçant qu'il ne les connait pas.
Quelques jours plus tard, Paul retourne chez lui avec Will, sa femme Kim et leur fils Andrew. Après avoir établi des règles de protection primordiales pour être en sécurité, comme celle de toujours fermer à clé la seule porte d'entrée et de ne jamais sortir dans la nuit, les deux familles deviennent très proches en faisant connaissance. Un jour, le chien de Travis, Stanley, aboie agressivement et s'enfuit pour traquer une présence invisible dans les bois. Travis le suit et s'enfonce dans la forêt pour le rattraper mais, soudainement,  ses aboiements cessent. Il ne le retrouve pas et affirme à Paul et Will qu'il a entendu quelque chose dans la forêt. Son père le rassure en lui disant que Stanley rentrera tout seul à la maison car il connaît le chemin et les trois hommes rentrent chez eux. Le soir, Will se contredit lorsqu'il raconte à Paul ce qu'il faisait dans la vie avec sa femme avant que l'épidémie ne se répande. Paul se rend compte de son mensonge.
Cette nuit, Travis est réveillé par un cauchemar où il a vu son grand-père contaminé. Il découvre Andrew en train de dormir sur le sol de la chambre de Bud. Il le ramène dans la chambre de ses parents avant d'entendre du bruit dans le hall de la maison. Il remarque que la porte d'entrée est entrouverte. Il réveille Paul et Will qui découvrent Stanley gravement malade et blessé couché sur le sol. Ils tuent et brûlent le chien. Quand Travis révèle que la porte était déjà ouverte lorsqu'il est descendu, Sarah pense qu'Andrew, somnambule, a du ouvrir. Craignant une contamination à l'intérieur de la maison, Paul décide que les deux familles doivent se séparer et s'isoler dans leurs chambres pour plusieurs jours afin de s'assurer que personne ne soit malade.
Le lendemain matin, Travis entend Kim dire à son mari qu'ils doivent partir maintenant. Travis informe ses parents en leur disant que Andrew est peut-être infecté et qu'il doit l'être aussi après avoir eu du contact avec l'enfant. Paul et Sarah se protègent avec des gants et des masques de protection pour rendre visite à l'autre famille. Ils les confrontent avec des fusils, soupçonnant le couple et leur enfant malade de vouloir fuir avec de l'eau et de la nourriture ou qu'ils reviennent plus tard les piller. Quand Paul veut voir si Andrew est souffrant, Will le menace avec un revolver et le prend en otage. Il lui affirme que sa famille est saine et demande à Paul de leur donner des approvisionnements en nourriture et, ensuite, de les laisser partir. Paul le désarme et force Will et sa famille à sortir de sa maison. Will l'attaque sauvagement à coups de pierre avant que Sarah ne lui tire dessus mortellement. Kim s'enfuit avec son fils dans les bois. Paul ouvre le feu sur eux, tuant Andrew. En larmes, à côté de son garçon mort, Kim demande à Paul de la tuer, ce qu'il fait sans pitié. Témoin de ce triple meurtre, Travis vomit du sang dans un lavabo. Plus tard, il découvre des signes d'infection sur son corps.
Dans la nuit, Travis se réveille dans son lit, gravement malade. Sa mère, également infectée, le réconforte et veille sur lui jusqu'à ce qu'il meure. Le lendemain matin, Paul et Sarah, tous les deux contaminés, sont assis silencieusement autour de la table familiale.

## Fiche technique
- Titre original et français : It Comes at Night
- Titre québécois : Lorsque tombe la nuit[1]
- Réalisation et scénario : Trey Edward Shults
- Direction artistique : Naomi Munroe
- Décors : Sally Levi
- Costumes : Meghan Kasperlik
- Photographie : Drew Daniels
- Son : Kris Fenske
- Montage : Matthew Hannam et Trey Edward Shults
- Musique : Brian McOmber
- Production : David Kaplan et Andrea Roa
- Société de production : Animal Kingdom ; A24 Films (coproduction)
- Société de distribution : A24 Films (États-Unis) ; Mars Films (France)
- Pays d’origine :  États-Unis
- Langue originale : anglais
- Format : couleur - 2.35:1 -  Son Dolby numérique - 35 mm
- Genre : horreur psychologique
- Durée : 97 minutes
- Dates de sortie : 
  - États-Unis : 29 avril 2017 (Timberline Lodge)[2] ; 9 juin 2017 (sortie nationale)
  - Québec : 9 juin 2017
  - France : 16 juin 2017 (Champs-Élysées Film Festival) ; 21 juin 2017 (sortie nationale)
  - Belgique : 21 juin 2017
- Interdit aux moins de 12 ans

## Distribution
- Joel Edgerton (VF : Adrien Antoine) : Paul
- Christopher Abbott (VF : Benjamin Penamaria) : Will
- Carmen Ejogo (VF : Annie Milon) : Sarah
- Kelvin Harrison Jr. (VF : Maxym Anciaux) : Travis
- Riley Keough (VF : Marie Tirmont) : Kim
- Griffin Robert Faulkner : Andrew
- David Pendleton : Bud

## Production

### Développement et genèse
Bien que le film soit post-apocalyptique, Trey Edward Shults n’a ni prêté attention à d’autres films ni ne s'en est inspiré. Il précise plutôt que les idées viennent des œuvres de Paul Thomas Anderson et John Cassavetes, ainsi que les films La Nuit des morts-vivants (Night of the Living Dead) de George Romero et Shining (The Shining) de Stanley Kubrick.

### Tournage
Trey Edward Shults et l’équipe du tournage commence à filmer les scènes à New York, en août 2016.

## Accueil

### Festival et sorties
It Comes at Night est présenté en avant-première mondiale en fin avril 2017 au The Overlook Film Festival à Timberline Lodge à Oregon, avant sa sortie nationale mentionnée le 9 juin 2017 aux États-Unis et Québec.
Après la projection au Champs-Élysées Film Festival ayant lieu le 16 juin 2017, il sort le 21 juin 2017 dans toutes les salles en Belgique et en France.

### Critique
Clément Mathieu de Paris Match souligne que le réalisateur « Trey Edward Shults promène sa caméra dans les couloirs de la maison bunkerisée avec calme, dans une sorte de complicité avec le diable qui n’est pas sans rappeler Shining ».